# قرار مجلس الأمن التابع للأمم المتحدة رقم 1987
قرار مجلس الأمن التابع للأمم المتحدة رقم 1987، الذي تم تبنيه بالتزكية في جلسة مغلقة في 17 يونيو 2011، بعد النظر في مسألة التوصية بتعيين الأمين العام للأمم المتحدة، أوصى المجلس الجمعية العامة بأن يتم تعيين السيد بان كي مون لولاية ثانية من 1 يناير 2012 إلى 31 ديسمبر 2016.
كان انتخاب بان دون منازع ووافقت الدول على قراره على الفور. وتأجل التصويت بسبب الخلافات في مجموعة أمريكا اللاتينية ومنطقة البحر الكاريبي حول ما إذا كان سيصادق على بان باعتباره المرشح الوحيد. كما منحت كوريا الشمالية دعمها لإعادة انتخابه بشكل غير رسمي.
وأيدت الجمعية العامة تعيينه لاحقا.

## روابط خارجية
- نص القرار في undocs.org